# Quattordici punti
I "Quattordici punti" (in inglese Fourteen Points) è il nome dato ad un discorso pronunciato dal presidente Woodrow Wilson l'8 gennaio 1918 davanti al Congresso riunito in sessione congiunta e contenente i propositi di Wilson stesso in merito all'ordine mondiale seguente la prima guerra mondiale, basati su appunto quattordici principi di base.

## Analisi storica
In un quadro globale nel quale gli Stati Uniti, protetti dalla vastità di due oceani e già all'epoca prima potenza economica mondiale, si delineavano come unica potenza rimasta di fatto immune dalla catastrofe della guerra, Wilson intendeva promuovere una "pace senza vincitori", poiché era convinto che una pace imposta con la forza ai vinti avrebbe contenuto in sé gli elementi di un'altra guerra. Doveva trattarsi di una pace basata sull'eguaglianza delle nazioni, sull'autogoverno dei popoli, sulla libertà dei mari, su una riduzione generalizzata degli armamenti. 
La diplomazia "segreta" doveva essere abbandonata. Gli accordi segreti tra potenze avevano infatti caratterizzato buona parte dei passaggi chiave della politica estera negli ultimi decenni; tale stato di cose - noto ai governi, ma ignoto alla pubblica opinione - era stato clamorosamente smascherato poco prima dai bolscevichi i quali, appena giunti al potere in Russia, avevano pubblicato i patti segreti intercorsi tra lo zar deposto e altre potenze dell'Intesa - tra i quali il "Patto di Londra" - nei quali era «prefigurato il futuro dell'Europa e del Medio Oriente con una stupefacente mancanza di riguardo per i desideri o addirittura per gli interessi delle popolazioni delle varie regioni».  
Il "principio di nazionalità" - noto anche con il nome di "principio di autodeterminazione dei popoli" - fu la base per la costruzione dell'Europa democratica e degli Stati nazionali. Tali principi furono applicati soprattutto all'Europa orientale e al Medio oriente, per riempire il vuoto lasciato dal crollo simultaneo dei tre grandi imperi multi-etnici (quello Russo, quello Asburgico e quello Ottomano). Tuttavia, data la complessità etnica del continente, esso fu anche impropriamente utilizzato come pretesto per vere e proprie pulizie etniche (come nel caso della popolazione germanofona del Trentino-Alto Adige) e per la preparazione di nuove guerre, come la seconda guerra mondiale e i conflitti che hanno insanguinato il Medio oriente, nel corso del XX secolo. 
I quattordici punti riprendevano molto da una commissione (The Inquiry) creata da Wilson con a capo il giovane giornalista progressista Walter Lippmann.

## Contenuto
Essi enunciavano:
1. Pubblici trattati di pace, stabiliti pubblicamente e dopo i quali non vi siano più intese internazionali particolari di alcun genere, ma solo una diplomazia che proceda sempre francamente e in piena pubblicità.
2. Assoluta libertà di navigazione per mare, fuori delle acque territoriali, così in pace come in guerra, eccetto i casi nei quali i mari saranno chiusi in tutto o in parte da un'azione internazionale, diretta ad imporre il rispetto delle convenzioni internazionali.
3. Soppressione, per quanto è possibile, di tutte le barriere economiche ed eguaglianza di trattamento in materia commerciale per tutte le nazioni che consentano alla pace, e si associno per mantenerla.
4. Scambio di efficaci garanzie che gli armamenti dei singoli stati saranno ridotti al minimo compatibile con la sicurezza interna.
5. Regolamento liberamente dibattuto con spirito largo e assolutamente imparziale di tutte le rivendicazioni coloniali, fondato sulla stretta osservanza del principio che nel risolvere il problema della sovranità gli interessi delle popolazioni in causa abbiano lo stesso peso delle ragionevoli richieste dei governi, i cui titoli debbono essere stabiliti.
6. Evacuazione di tutti i territori russi e regolamento di tutte le questioni che riguardano la Russia senza ostacoli e senza imbarazzo per la determinazione indipendente del suo sviluppo politico e sociale e assicurarle amicizia, qualsiasi forma di governo essa abbia scelto. Il trattamento accordato alla Russia dalle nazioni sorelle nel corso dei prossimi mesi sarà anche la pietra di paragone della buona volontà, della comprensione dei bisogni della Russia, astrazione fatta dai propri interessi, la prova della loro simpatia intelligente e generosa.
7. Il Belgio – e tutto il mondo sarà di una sola opinione su questo punto – dovrà essere evacuato e restaurato, senza alcun tentativo per limitarne l'indipendenza di cui gode al pari delle altre nazioni libere.
8. Il territorio della Francia dovrà essere completamente liberato e le parti invase restaurate. Il torto fatto alla Francia dalla Prussia nel 1871, a proposito dell'Alsazia–Lorena, che ha compromesso la pace del mondo per quasi 50 anni, deve essere riparato affinché la pace... possa essere assicurata di nuovo nell'interesse di tutti.
9. Una rettifica delle frontiere italiane dovrà essere fatta secondo le linee di demarcazione chiaramente riconoscibili tra le nazionalità.
10. Ai popoli dell'Austria–Ungheria, alla quale noi desideriamo di assicurare un posto tra le nazioni, deve essere accordata la più ampia possibilità per il loro sviluppo autonomo.
11. La Romania, la Serbia e il Montenegro dovranno essere evacuati, i territori occupati dovranno essere restaurati; alla Serbia sarà accordato un libero e sicuro accesso al mare, e le relazioni specifiche di alcuni stati balcanici dovranno essere stabilite da un amichevole scambio di vedute, tenendo conto delle somiglianze e delle differenze di nazionalità che la storia ha creato, e dovranno essere fissate garanzie internazionali dell'indipendenza politica ed economica e dell'integrità territoriale di alcuni stati balcanici.
12. Alle regioni turche dell'attuale impero ottomano dovrà essere assicurata una sovranità non contestata, ma alle altre nazionalità, che ora sono sotto il giogo turco, si dovranno garantire un'assoluta sicurezza d'esistenza e la piena possibilità di uno sviluppo autonomo e senza ostacoli. I Dardanelli dovranno rimanere aperti al libero passaggio delle navi mercantili di tutte le nazioni sotto la protezione di garanzie internazionali.
13. Dovrà essere creato uno stato indipendente polacco, che si estenderà sui territori abitati da popolazioni indiscutibilmente polacche; gli dovrà essere assicurato un libero e indipendente accesso al mare, e la sua indipendenza politica ed economica, la sua integrità dovranno essere garantite da convenzioni internazionali.
14. Dovrà essere creata un'associazione delle nazioni, in virtù di convenzioni formali, allo scopo di promuovere a tutti gli stati, grandi e piccoli indistintamente, mutue garanzie d'indipendenza e di integrità territoriale.